# Kodeks Euryka
Kodeks Euryka (łac. Codex Euricianus) – pierwszy zbiór prawa zwyczajowego Wizygotów, najstarszy ze znanych spisów praw szczepowych germańskich, określanych ogólną nazwą Leges Barbarorum. Wydany został najprawdopodobniej około 475 przez króla Euryka. Zgodnie z zasadą osobowości prawa obowiązywał etnicznych Wizygotów, lecz przed 506 mogły być też podejmowane próby narzucenia go ludności pochodzenia rzymskiego.
Prawo w kodeksie Euryka zawierało elementy pochodzenia rzymskiego. Należały do nich m.in.: dziedziczenie testamentowe i wykorzystanie dokumentu w procesie sądowym.
Kodeks zachował się jedynie częściowo na palimpseście, na którym nadpisano traktat św. Hieronima De viru illustribus. Miał wpływ na inne prawa germańskie m.in.: Bawarów, Burgundów i Alamanów.